# Ghizdăvești
Ghizdăvești – wieś w Rumunii, w okręgu Dolj, w gminie Celaru. W 2011 roku liczyła 935 mieszkańców.